# 洪流
洪 流（こう りゅう、ホン・リョウ、1935年10月10日 - ）は台湾の俳優。中国浙江省出身。

## 略歴
1993年侯孝賢監督『戯夢人生』の他、台湾テレビ界で長年に渡り活躍。ショウ・ブラザーズなどの香港映画への出演も多い。2009年出演の映画『トロッコ』では、梅芳と20年ぶりに夫婦役を演じた。

## 出演

### 映画
- 港都夜雨（1957年）
- 鬼湖（1958年）
- 魂斷西子灣（1958年）
- 雙胞女（1958年）
- 男之罪（1959年）
- 慈母手中線（1961年）
- 情淚染袈裟（1962年）
- 喋血夜總會（1963年）
- 龍虎旋?兒（1964年）
- 孤女凌波（1964年）
- 毒玫瑰（1966年）
- 大劍客（1966年）※兼監督
- 諜血夜總會（1966年）
- 深山林內（1966年）
- 山賊（1966年）
- 青春鼓王（1967年）
- 風流鐵漢（1967年）
- 片腕必殺剣（1967年）
- 飛天女郎（1967年）
- 噫無情（1967年）
- 西貢無戰事（1967年）
- 諜海花（1968年）
- 狐俠（1968年）
- 玉面飛狐（1968年）
- 花月良宵（1968年）
- 怪俠（1968年）
- 奪魂鈴（1968年）
- 保鏢（1969年）
- 釣金龜（1969年）
- 豪俠傳（1969年）
- 虎膽（1969年）
- 陰陽刀（1969年）
- 金衣大俠（1970年）
- 武林風雲（1970年）
- 十二金牌（1970年）
- 大羅劍俠（1970年）
- 遊俠兒（1970年）
- ヴェンジェンス 報仇（1970年）
- 女俠賣人頭（1970年）
- 鷹王（1971年）
- 血符門（1971年）
- 鬼流星（1971年）
- 劍（1971年）
- 鬼見愁決鬥獨臂刀王 （1971年）
- 大決鬥（1971年）
- ザ・ハリケーン（1972年）
- 威震四方（1972年）
- 硬漢命一條（1974年）
- 獨臂雙雄（1976年）
- 殘燈幽魂三更天（1977年）
- 九紋龍（1977年）
- 少林兄弟（1977年）
- 鬼馬大俠（1978年）
- 釋迦牟尼（1980年）
- 瘋狂大追求（1980年）
- 磨牙的女人（1982年）
- 七武士（1982年）
- 行船人的愛（1982年）
- 失去的第一次（1983年）
- 小畢從軍去（1983年）
- 今之俠者（1983年）
- 忍者太保之還魂鏢（1986年）
- 還鄉（1989年）
- 戯夢人生（1993年）
- 練習曲（2007年）
- トロッコ（2009年）
- 翻滚吧！阿信（2011年）
- 絕對底線（2012年）